# مینو رایولا
کارمینه "مینو "رایولا (ایتالیایی: [ˈkarmine ˈmi:no ˈra:jola, - raˈjɔ:la] ; زادهٔ ۴ نوامبر ۱۹۶۷ – درگذشتهٔ ۳۰ آوریل ۲۰۲۲) یک مدیربرنامه ورزشی ایتالیایی-هلندی بود که نماینده شماری از بازیکنان برجسته فوتبال از جمله زلاتان ایبراهیموویچ، پل پوگبا، هنریخ مخیتاریان، مارکو وراتی، جانلوئیجی دوناروما، ماتییس دی لیخت، ارلینگ هالند و ماریو بالوتلی بود. او همچنین سال‌ها نماینده پاول ندود، هافبک پیشین چک نیز بود.

## زندگی‌نامه
رایولا در سال ۱۹۶۷ در نوچرا اینفریوره، سالرنو، در جنوب ایتالیا زاده شد. او یک سال بعد به همراه پدر و مادرش به شهر هارلم هلند نقل مکان کرد. پدرش یک کسب و کار رستوران موفق داشت که رایولا سال‌های جوانی خود را به عنوان پیشخدمت در آن گذراند. در همان زمان، دیپلم دبیرستان را گرفت و به مدت دو سال در دانشگاه حضور یافت و در دانشکده حقوق ثبت نام کرد. او به هفت زبان ایتالیایی، انگلیسی، آلمانی، اسپانیایی، فرانسوی، پرتغالی و هلندی صحبت می‌کرد.
او فوتبال را برای تیم جوانان هارلم شروع کرد، اما در سن ۱۸ سالگی در سال ۱۹۸۷ فوتبال را کنار گذاشت تا سرپرست تیم جوانان شود. پس از مدت کوتاهی به عنوان بازیکن و مدیر، رایولا این بار به عنوان مدیر برنامه همچنان در دنیای فوتبال حضور پیدا کرد، او سپس در اسپورت پروموشن، که یک شرکت مدیریتی ورزشی بود، آغاز به کار کرد و در انتقال چندین بازیکن هلندی برجسته به باشگاه‌های ایتالیایی از جمله برایان روی بازیکن آژاکس (در سال ۱۹۹۲ به فوجا)، مارسیانو وینک (در سال ۱۹۹۳ به جنوا)، ویم جونک و دنیس برگکمپ (هر دو در سال ۱۹۹۳ به اینترناسیونال) و میشل کریک (در سال ۱۹۹۴ به پادوآ) دست داشت. او پس از مدتی تصمیم گرفت شرکت را ترک کند و تجارت خود را راه اندازی کند. نخستین انتقال بزرگ مستقل او، خرید پاول ندود از اسپارتا پراگ برای لاتزیو، پس از عملکرد چشمگیر او در یورو ۱۹۹۶ یوفا، جایی که جمهوری چک با ندود به فینال رسید، بود.
بیش از ۲۰ بازیکنی که در لیگ‌های اروپایی بازی می‌کنند توسط رایولا نمایندگی می‌شوند. در سال ۲۰۰۸، او در دو جلسه دادرسی انضباطی توسط فدراسیون فوتبال ایتالیا (FIGC) به دلیل بی نظمی در نقل و انتقالات، که بخشی از تحقیقات گسترده‌تر در مورد فوتبال حرفه ای توسط مقامات ایتالیایی بود، احضار شد.
در اوت ۲۰۱۶، پس از شکستن رکورد انتقال پل پوگبا به منچستر یونایتد، سهم رایولا مبلغ ۲۵ یورو گزارش شد. او سپس خانه پیشین یکی از مشهورترین رؤسای مافیای آمریکایی، آل کاپون، را در میامی به قیمت ۹ میلیون یورو خرید.
در ۸ مه ۲۰۱۹، فدراسیون فوتبال ایتالیا رایولا را به دلایل نامشخصی به مدت سه ماه از فعالیت به عنوان مدیر محروم کرد، و پسر عموی وی وینچنزو رایولا نیز به مدت دو ماه محروم شد. در ۱۰ می، پس از اینکه کمیته انضباطی فیفا تصمیمات فدراسیون ایتالیا را تأیید کرد، این محرومیت‌ها در سراسر جهان اعمال شدند. در ۱۳ ژوئن ۲۰۱۹، پس از اینکه رایولا و پسر عمویش از محرومیت اصلی در دادگاه استیناف فدرال ایتالیا درخواست تجدید نظر کردند، برنده شدند و در نتیجه محرومیت سه‌ماهه لغو شد.
در ۲۲ ژانویه ۲۰۲۰، رایولا در میان شماری از مدیران برجسته فوتبال از جمله خورخه مندز و جاناتان بارنت بود که فیفا را به تحریم قانونی پس از سقف برنامه‌ریزی شده برای پرداخت‌های نقل و انتقالات تهدید کردند.
او در حالی در ۳۰ آوریل ۲۰۲۲ بر اثر بیماری درگذشت،که ۲ روز قبل شایعه‌ی فوت او خبرساز شده بود.

## برخی از بازیکنان گذشته/حال که رایولا مدیر برنامه‌هایشان بوده
- دنیس برکمپ
- ارلینگ هالند[۱۶]
- ازدینک گریگرا[۱۷]
- زلاتان ابراهیموویچ[۱۸][۱۹]
- فیلیپه ماتیونی[۲۰]
- ماریو بالوتلی[۲۱]
- ماکسول[۲۲]
- پاول ندود[۲][۱۸]
- خاوی سیمونز[۲۳]
- کرلون[۲۴]
- هنریک مخیتاریان[۲۵]
- پل پوگبا[۱۱]
- اتین کاپو[۲۶]
- بلز ماتویدی[۲۷]
- گرگوری ون در ویل[۲۷]
- جیانلوئیجی دوناروما[۲۸]
- ماتییس دی لیخت[۲۹]
- مویز کین[۱۲]
- لورنزو اینسینیه[۱۲][۳۰]
- مارکو وراتی[۳۱]
- هیروینگ لوزانو[۳۲]
- روملو لوکاکو[۳۳]
- دونیل مالن[۳۴]
- جسی لینگارد

## مهمترین نقل و انتقالات
| تاریخ        | نام بازیکن         | تیم جدید                     | تیم قبلی                      | مجموع انتقال |
| ------------ | ------------------ | ---------------------------- | ----------------------------- | ------------ |
| زمستان ۱۹۸۸  | فرانک ریکارد       | آ.ث. میلان                   | اسپورتینگ پرتغال              | نامعلوم      |
| تابستان ۱۹۹۳ | دنیس برکمپ         | اینتر میلان                  | آژاکس                         | £۱۲ میلیون   |
| تابستان ۲۰۰۱ | پاول ندود          | یوونتوس                      | لاتزیو                        | €۴۱ میلیون   |
| تابستان ۲۰۰۴ | زلاتان ابراهیموویچ | یوونتوس                      | آژاکس                         | €۱۶ میلیون   |
| تابستان ۲۰۰۶ | زلاتان ابراهیموویچ | اینتر میلان                  | یوونتوس                       | €۲۴٫۸ میلیون |
| تابستان ۲۰۰۹ | زلاتان ابراهیموویچ | بارسلونا                     | اینتر میلان                   | €۴۶ میلیون   |
| تابستان ۲۰۱۰ | روبینیو            | آ.ث. میلان                   | منچستر سیتی                   | €۳۵ میلیون   |
| تابستان ۲۰۱۰ | ماریو بالوتلی      | منچستر سیتی                  | اینتر میلان                   | £۲۴ میلیون   |
| تابستان ۲۰۱۰ | زلاتان ابراهیموویچ | آ.ث. میلان                   | بارسلونا                      | €۲۴ میلیون   |
| تابستان ۲۰۱۲ | زلاتان ابراهیموویچ | پاری سن-ژرمن                 | آ.ث. میلان                    | €۲۰ میلیون   |
| زمستان ۲۰۱۳  | ماریو بالوتلی      | آ.ث. میلان                   | منچستر سیتی                   | €۲۰ میلیون   |
| زمستان ۲۰۱۳  | بارتوش سالامون     | آ.ث. میلان                   | برشا                          | €۳٫۵ میلیون  |
| تابستان ۲۰۱۴ | ماریو بالوتلی      | لیورپول                      | آ.ث. میلان                    | £۱۶ میلیون   |
| تابستان ۲۰۱۶ | زلاتان ابراهیموویچ | منچستر یونایتد               | پاری سن-ژرمن                  | Free         |
| تابستان ۲۰۱۶ | هنریخ مخیتاریان    | باشگاه فوتبال منچستر یونایتد | باشگاه فوتبال بروسیا دورتموند | £۳۱ میلیون   |
| تابستان ۲۰۱۶ | پل پوگبا           | باشگاه فوتبال منچستر یونایتد | باشگاه فوتبال یوونتوس         | €۱۰۵ میلیون  |
| تابستان ۲۰۱۶ | ماریو بالوتلی      | باشگاه فوتبال نیس            | باشگاه فوتبال لیورپول         | Free         |
| تابستان ۲۰۱۷ | روملو لوکاکو       | باشگاه فوتبال منچستر یونایتد | باشگاه فوتبال اورتون          | €۸۵ میلیون   |
| تابستان ۲۰۱۷ | بلز ماتویدی        | باشگاه فوتبال یوونتوس        | باشگاه فوتبال پاری سن-ژرمن    | €۲۰ میلیون   |
| تابستان ۲۰۱۹ | ماتیس دی لیخت      | باشگاه فوتبال یوونتوس        | باشگاه فوتبال آژاکس آمستردام  | €۷۵ میلیون   |
| تاستان ۲۰۲۰  | روملو لوکاکو       | اینتر میلان                  | باشگاه فوتبال منچستر یونایتد  | €۷۳ میلیون   |
| تابستان ۲۰۱۹ | مویزه کن           | باشگاه فوتبال اورتون         | باشگاه فوتبال یوونتوس         | €۲۷٫۵ میلیون |
| زمستان ۲۰۲۰  | ارلینگ برات هالند  | بروسیا دورتموند              | ردبول زالتسبورگ               | €۲۰ میلیون   |